# Adam Mogg
Pour les articles homonymes, voir Mogg.

a Compétitions nationales et continentales officielles uniquement.

Adam Mogg est un joueur de rugby à XIII australien. Il joue depuis 2010 sous les couleurs des Canberra Raiders en National Rugby League.  

## Palmarès
- 2007 : Finaliste de la Challenge Cup avec les Dragons Catalans.
- 2006 : Vainqueur du State of Origin avec les Queensland Maroons.

## Distinctions personnelles
- 2007 : Élu dans l'équipe type de Super League avec les Dragons Catalans.
- 2007 : Participation à la finale de la Challenge Cup avec les Dragons Catalans.
- 2006 : Sélectionné à 2 reprises au State of Origin avec les Queensland Maroons.

## Carrière internationale
- State of Origin : 2 sélections.

## Statistiques en NRL
| Saison | Club             | Championnat | Matchs | Essais | Transf. | Drops | Carton jaune | Carton rouge | Points |
| ------ | ---------------- | ----------- | ------ | ------ | ------- | ----- | ------------ | ------------ | ------ |
| 2002   | Parramatta Eels  | NRL         | 9      | 2      | 0       | 0     | 0            | 0            | 8      |
| 2003   | Canberra Raiders | NRL         | 19     | 10     | 0       | 0     | 0            | 0            | 40     |
| 2004   | Canberra Raiders | NRL         | 22     | 10     | 0       | 0     | 0            | 0            | 40     |
| 2005   | Canberra Raiders | NRL         | 19     | 5      | 0       | 0     | 0            | 0            | 20     |
| 2006   | Canberra Raiders | NRL         | 21     | 12     | 0       | 0     | 0            | 0            | 48     |
| TOTAL  | TOTAL            | TOTAL       | 90     | 39     | 0       | 0     | 0            | 0            | 156    |

## Statistiques en Super League
| Saison | Club             | Championnat  | Matchs | Essais | Transf. | Drops | Carton jaune | Carton rouge | Points |
| ------ | ---------------- | ------------ | ------ | ------ | ------- | ----- | ------------ | ------------ | ------ |
| 2007   | Dragons Catalans | Super League | 26     | 8      | 0       | 0     | 2            | 0            | 32     |
| 2008   | Dragons Catalans | Super League | 23     | 6      | 0       | 1     | 1            | 0            | 25     |
| 2009   | Dragons Catalans | Super League | 21     | 5      | 0       | 0     | 0            | 0            | 20     |
| 2010   | Dragons Catalans | Super League | -      | -      | -       | -     | -            | -            | -      |
| TOTAL  | TOTAL            | TOTAL        | 70     | 19     | 0       | 1     | 3            | 0            | 77     |